# 蒙特穆洛
蒙特穆洛（義大利語：Montemurlo），是意大利托斯卡纳大区普拉托省的一个市镇。总面积30.66平方公里，人口18467人，人口密度602.3人/平方公里（2009年）。